# Encyclopédie de l'Agora
Pour les articles homonymes, voir Agora (homonymie).
L'Encyclopédie de l'Agora est une encyclopédie en ligne québécoise disponible gratuitement. Fondée en 1998 par Jacques Dufresne et Hélène Laberge, via leur compagnie L'Agora, recherche et communication inc., elle est considérée comme l'une des premières encyclopédies utilisant le web comme plateforme. L'Encyclopédie de l'Agora propose des notices, articles et documents thématiques, en plus de commenter l'actualité. Elle utilise principalement des moyens financiers privés pour maintenir ses activités et mise sur la diversification de ses plateformes pour proposer du contenu spécialisé.

## Contexte de création
Jacques Dufresne crée la revue Critère en 1970, qui proposait des numéros thématiques, grâce à la collaboration d’intellectuels, de scientifiques et de philosophes. La revue a aussi chapeauté plusieurs colloques internationaux dès les années 1980.
En 1985, Jacques Dufresne commence un projet encyclopédiste généraliste, intitulé Les routes du savoir, qui fut abandonné malgré le financement apporté par le Centre éducatif et culturel.
Dès 1993, la revue trimestrielle L’Agora produisit des articles qui furent ensuite intégrés à l’Encyclopédie de l’Agora. En 2008, L’Agora fait place à la Lettre de l’Agora, une publication gratuite en ligne.

## Mission et valeurs
En créant l’Encyclopédie de l’Agora, les fondateurs souhaitaient contribuer au développement de l’autonomie et de la culture québécoise par la création d’une encyclopédie en ligne nationale,. La devise de l’Encyclopédie est « Vers le réel par le virtuel » et illustre la mission qu’elle s’est donnée : servir de pont entre l’homme et la réalité.
Jacques Dufresne, cofondateur, vante la sélectivité, la hiérarchisation du savoir et la philosophie humaniste, qui sont les lignes directrices de l’Encyclopédie de l’Agora, la distinguant de leur principal compétiteur, Wikipédia, à qui ce dernier reproche son manque d’engagement et son concept de « fourre-tout »,. Dufresne déplore aussi le fait que, depuis 1998, les articles de l’Encyclopédie qui étaient le premier résultat des recherches pertinentes sur le net, aurait été éclipsée par Wikipédia depuis son lancement en 2001.

## Division du contenu
La navigation des articles de l’Encyclopédie de l’Agora se fait par les onglets : Articles, Dossiers, Auteur-e-s, Sections et Thèmes. L’accès aux dossiers d’information par l’onglet Sections propose une division du savoir encyclopédique en douze domaines de connaissance : arts, économie et écologie, géographie, grandes questions, histoire, l’humain, le divin, lettres, politique et société, sciences et techniques, univers et vie,.
La teneur des informations qu’on y trouve varie entre la simple notice et le document de plusieurs dizaines de pages.

## Contributeurs
Bien que l’Encyclopédie de l’Agora soit une encyclopédie participative, les contributeurs doivent être agréés par l’équipe de l’Agora, leurs contributions pouvant ensuite se faire de manière autonome, mais selon la ligne directrice humaniste de l’Encyclopédie et en cherchant à créer une cohérence de l’œuvre globale,.

## Financement
Le projet de l’Encyclopédie fut d’abord financé par les lecteurs de la revue L’Agora, avec le support additionnel de donateurs anonymes. En 2002, le projet est financé par de nombreux investisseurs et par des contrats de recherche à l’externe. Soutenue par le gouvernement du Québec entre 2002 et 2004, à raison de 300 000$ par année, l’Encyclopédie existe actuellement sans subvention gouvernementale. Les visiteurs peuvent aujourd’hui faire des dons directement sur le site de l’Encyclopédie de l’Agora.

## Développement et modernisation
L’équipe de l’Encyclopédie de l’Agora a développé au fil des ans des projets thématiques parallèles, centralisés sur le site de l’Encyclopédie de l’Agora. On compte notamment l’Encyclopédie Homo Vivens, l’Encyclopédie de la Mort, l’Encyclopédie de la Francophonie et l’Encyclopédie de l’inaptitude. On retrouve aussi trois dictionnaires, soit l’alter dictionnaire médico-pharmaceutique, l’anthologie Homo Vivens de la poésie et le dictionnaire anglo-saxon du cinéma.